# Neoconocephalus pipulus
Neoconocephalus pipulus är en insektsart som beskrevs av Walker, T.J. och Greenfield 1983. Neoconocephalus pipulus ingår i släktet Neoconocephalus och familjen vårtbitare. Inga underarter finns listade i Catalogue of Life.